# Karl August Wilhelm Bertram
Karl August Wilhelm Bertram (* 12. Mai 1788 in Halle an der Saale; † 11. August 1868 ebenda) war ein deutscher Kommunalpolitiker und von 1842 bis 1855 Oberbürgermeister der Stadt Halle. Er vertrat die Stadt ab 1843 als Deputierter im Landtag der Provinz Sachsen, 1846 in der Preußischen Generalsynode sowie ab 1847 im Vereinigten Landtag des Königreiches Preußen.

## Leben

### Familie
Karl August Wilhelm war der Sohn des Mediziners und Stadtphysikus August Wilhelm Bertram (* 18. August 1752 in Seehausen in der Altmark). Sein Vater wurde am 8. März 1787 außerordentlicher Professor und war seit dem 29. Januar 1788 ordentlicher Professor an der medizinischen Fakultät der Universität Halle. Er starb aber völlig unerwartet, noch vor der Geburt von Karl August Wilhelm, am 25. März 1788 in Halle. Seine Mutter, eine geborene Rambach, war die Schwester des Kanzleidirektors in Breslau Friedrich Gotthilf Rambach. Karl August Wilhelms älterer Bruder Karl Wilhelm Bertram († 14. September 1841) stand wie er in preußischen Staatsdiensten, als Regierungsrat in Magdeburg.

### Beruflicher Werdegang
Karl August Wilhelm besuchte das Stadtgymnasium in seiner Heimatstadt und studierte später Rechtswissenschaften an der Halleschen Universität. Nach der Niederlage Preußens gegen Napoleon und Schließung der Universität 1806, wurde er für einige Wochen wegen Patriotischer Umtriebe von der französischen Besatzungsmacht in Untersuchungshaft genommen. Er ging nach Weimar und arbeitete dort an der von Friedrich Justin Bertuch gegründeten Einrichtung. 1808 kehrte Bertram nach Halle zurück und wurde im gleichen Jahr am Distrikt Halle des Königreichs Westphalen angestellt. Im März 1813 erhielt er das Amt eines Maire des Kantons Dieskau. Auch nach der Wiedereingliederung Halles und des Saalkreises in den Preußischen Staat blieb er zunächst Kreisamtmann.
1817 wurden die Vorstädte Neumarkt und Glaucha nach Halle eingemeindet und damit die Bildung eines neuen Magistrats notwendig. Der Gemeinderat wählte Bertram 1818 zum besoldeten Stadtrat, ihm wurden die Ressorts des Militär- und Kommunalwesens übertragen. Noch im selben Jahr wurde er Direktor der neugegründeten Eichungskommission. Große Verdienste erwarb er sich bei dem Neubau des Hospitals St. Cyriaci in Glaucha, dessen Grundsteinlegung im Jahre 1825 erfolgte. Seit 1838 war er Bürgermeister und ab 1842 Oberbürgermeister von Halle, im Amt des Oberbürgermeisters wurde er erst ein halbes Jahr später von der preußischen Krone bestätigt. Zusammen mit Ludwig Wucherer gehörte Bertram 1844 zu den Mitbegründung der Handelskammer für Halle und den Saalkreis. Für seine Verdienste erhielt Bertram 1845 den Titel eines königlich preußischen geheimen Regierungsrates.
Seit 1843 vertrat er die Stadt Halle im Sächsischen Provinziallandtag und 1846 in der Preußischen Generalsynode. Ein Jahr später wurde er Deputierter des vom preußischen König Friedrich Wilhelm IV. einberufenen Vereinigten Landtages. Nach einer lebhaften Diskussion im Stadtrat wurde Bertram am 7. April 1847 aufgefordert, die Öffentlichkeit der Stadtverordnetensitzungen, die Abschaffung der Mahl- und Schlachtsteuer, eine bessere Vertretung der Städte auf den Landtagen und die regelmäßige Einberufung des Vereinigten Landtages im Auftrag der Stadt Halle vorzubringen.
Am 7. Februar 1855 wurde er für eine zweite zwölfjährige Amtszeit als Oberbürgermeister von Halle wiedergewählt. Doch schon kurze Zeit später, am 19. September 1855, musste er sein Amt krankheitsbedingt niederlegen. Seine Verdienste wurden mit dem Roten Adlerorden Dritter Klasse mit Schleife gewürdigt. Er lebte seit dem zurückgezogen in seinem Geburtshaus in der Großen Ulrichstraße in Halle. Karl August Wilhelm Bertram starb am 11. August 1868, im Alter von 80 Jahren, in Halle. Er wurde auf dem halleschen Stadtgottesacker bestattet, sein Grab befindet sich im Innenfeld Abteilung II. Bertram war seit 1809 Mitglied der Freimaurerloge Zu den drei Degen im Orient zu Halle. Ihm zu Ehren wurde in Halle eine Straße, die Bertramstraße in der Südlichen Innenstadt, benannt.

### Ehe und Nachkommen
Karl August Wilhelm Bertram heiratete am 22. November 1821 in Halle Caroline Sophie Schwetschke (* 9. September 1802 in Halle (Saale); † 10. Februar 1891 in Halle (Saale)), die Tochter des halleschen Verlegers Carl August Schwetschke. Das Paar hatte vier Kinder. Richard Wilhelm Bertram, ein Sohn des Paares,  wurde Kreisgerichtsrat in Halle und Oberappellationsgerichtsrat in Naumburg. Er war vom 3. März 1881 bis zu seinem Tod am 25. Mai 1881 Oberbürgermeister und damit der Bürgermeister mit der kürzesten Amtszeit in Halle.